# Blastocladia globosa
Blastocladia globosa är en svampart som beskrevs av den amerikanska mykologen Kanouse 1927. Blastocladia globosa ingår i släktet Blastocladia och familjen Blastocladiaceae.   Inga underarter finns listade i Catalogue of Life.